# Ronwen Williams
Ronwen Williams, né le 21 janvier 1992 à Port Elizabeth, est un footballeur international sud-africain. Il joue actuellement au poste de gardien de but au Mamelodi Sundowns.

## Biographie

### En club
Ronwen Williams commence le football à Shatterprufe Rovers avant de rejoindre l'Angleterre et le club de Tottenham Hotspur. En 2004, il s’engage avec la formation de Supersport United où il devient professionnel en 2010.
Il remporte la Coupe d'Afrique du Sud en 2012, 2016 et 2017.
Il remporte également le Telkom Knockout en 2014 ainsi que le MTN 8 en 2017 et 2019.

### En sélection
En 2011, il joue deux rencontres avec l'équipe d'Afrique du Sud des moins de 20 ans lors de la Coupe d'Afrique des moins de 20 ans.
Il reçoit sa première sélection en équipe d'Afrique du Sud le 5 mars 2014, en amical contre le Brésil (défaite 5-0). Il dispute sa première compétition internationale lors de  la Coupe d'Afrique des nations 2019. En décembre 2023, il est retenu dans la liste des vingt-sept joueurs sud-africains sélectionnés par Hugo Broos pour disputer la Coupe d'Afrique des nations 2023. Il y termine meilleur gardien du tournoi.le 16 decembre 2024, il remporte le prix du meilleur gardien de la CAF et meilleur joueur des interclubs 2024 au CAF AWARDS 2024  

## Palmarès
Supersport United
- Coupe d'Afrique du Sud (3) :
  - Vainqueur : 2011-12, 2015-16 et 2016-17.
  - Finaliste : 2012-13.

- Telkom Knockout (1) :
  - Vainqueur : 2014.
  - Finaliste : 2016.

- MTN 8 (2) :
  - Vainqueur : 2017 et 2019.
  - Finaliste : 2012 et 2018.
- Trophée Yachine
  - 9e du classement 2024